# Let's call this
Let's call this is een studioalbum van Steve Khan. Khan begon dit album met als begeleiders Jay Anderson (bas) en Joel Rosenblatt (drums). Polydor (en dan met name Polydor Japan) wilde echter bekendere namen op het album. De keus viel op Ron Carter en Al Foster. Het werd een album met (nieuwe) jazz-klassiekers. Het album werd in twee dagen tijd opgenomen in de geluidsstudio Skyline in New York.

## Musici
- Steve Khan – gitaar
- Ron Carter – contrabas
- Al Foster – slagwerk

## Muziek
| Nr. | Titel                                           | Duur |
| --- | ----------------------------------------------- | ---- |
| 1.  | Let's call this (Thelonious Monk)               | 7:01 |
| 2.  | Masqualero (Wayne Shorter)                      | 6:03 |
| 3.  | Backup (Larry Young)                            | 6:27 |
| 4.  | Out of this world (Harold Arlen, Johnny Mercer) | 7:04 |
| 5.  | Played twice (Monk)                             | 6:05 |
| 6.  | Little sunflower (Freddie Hubbard)              | 6:11 |
| 7.  | Buddy system (Khan)                             | 5:06 |
| 8.  | Street of dreams (Victor Young)                 | 7:47 |
| 9.  | Mr. Kenyatta (Lee Morgan)                       | 7:50 |